# Zoe Hauptová
Zoe Hauptová (9. února 1929 v Brně – 23. ledna 2012 v Praze) byla česká slavistka, paleoslovenistka, editorka, překladatelka, vysokoškolská pedagožka a redaktorka Slovníku jazyka staroslověnského (od roku 1973 jeho hlavní redaktorka).

## Život
Zoe Hauptová vystudovala Filosofickou fakultu Univerzity Karlovy v Praze (absolutorium v roce 1952, doktorát pak v roce 1953). Roku 1958 získala na téže fakultě titul CSc.
Přednášela na Pedagogické fakultě Univerzity Jana Evangelisty Purkyně v Ústí nad Labem, kde se v roce 1990 habilitovala.
Její partnerkou byla Petra Fischerová.

## Dílo
- HAUPTOVÁ, Zoe; BECHYŇOVÁ, Věnceslava. Korespondence Pavla Josefa Šafaříka s Františkem Palackým. Praha: Československá akademie věd, 1961.
- HAUPTOVÁ, Zoe. Byzantské legendy – výběr textů ze 4.–12. století. Praha: [s.n.], 1980.
- HAUPTOVÁ, Zoe; BECHYŇOVÁ, Věnceslava. Zlatý věk bulharského písemnictví (výbor textů od 10. do počátku 15. století). Praha: Vyšehrad, 1982.
- HAUPTOVÁ, Zoe; BLÁHOVÁ, Emilie; KONZAL, Václav. Písemnictví ruského středověku – Od křtu Vladimíra Velikého po Dmitrije Donského (výbor textů 11.–14. století). Praha: Vyšehrad, 1989.
- HAUPTOVÁ, Zoe; VEČERKA, Radoslav. Staroslověnská čítanka. Praha: Karolinum, 1997. 173 s.